# Barrios de Soria
Se denominaba Barrios de Soria a una serie de poblaciones situadas en la actual provincia de Soria que formaban parte de la Intendencia de Soria en la región española de Castilla la Vieja, hoy comunidad autónoma de Castilla y León.
Estas poblaciones pertenecían a la Tierra de Soria pero no formaban parte de la Universidad de la Tierra de Soria y por lo tanto no pertenecían a ningún sexmo sino que dependía del Concejo de Soria, desde donde se nombraba anualmente alcaide.

## Lugares que comprendía
Entre paréntesis figura el municipio al que pertenecen.
| - Carabantes. - Las Casas (Soria). | - Los Marrojales (despoblado). - Osunilla (Tardelcuende). | - Peñalcázar (Quiñonería). - Quiñonería. | - Tordesalas (Torrubia de Soria). - Valdeherreros (despoblado). |  |

## Historia
El Censo de Pecheros de 1528, en el que no se contaban eclesiásticos, hidalgos y nobles, estas poblaciones venían recogidas fuera de los sexmos de la Universidad de la Tierra de Soria.
En el Censo de Pecheros estas poblaciones aparecen recogidas en Peñalcázar y otros que van juntos. Los cuatro primeros pueblos pertenecían a la Tierra de Soria y los otros dos pertenecían a Juan de Torres:
| - La Peña de Alcáçar (Peñalcázar). - La Quiñonería (Quiñonería). | - Caravantes (Carabantes). - Alameda (La Alameda). | - Heredamiento de Tovajas (Tobajas). | - Retortillo (Retortillo de Soria). |  |

Osonilla viene recogida independientemente mientras que Las Casas (fundado en el siglo XVI), Tordesalas y los despoblados de Los Marrojales y Valdeherreros, no aparecen.